# HD 105920
HD 105920，又名CD-50 6752，SAO 239735、HR 4637，是一颗恒星，视星等为6.23，位于銀經296.61，銀緯11.02，其B1900.0坐标为赤經12h 6m 19.7s，赤緯-50° 11.02′ 4″。